# Текумзе
Текумзе (на английски: Tecumseh) (март 1768 г. – 5 октомври 1813 г.) е индиански вожд на шоуните и ръководи голямата племенна конфедерация (известна като „Конфедерацията на Текумзе“), която се противопоставя на САЩ по време на „Войната на Текумзе“ и става съюзник на Великобритания във войната от 1812 г.

## Ранни години
Роден през 1768 г. и загинал през 1813 г., още в ранна възраст Текумзе загубва трима от най-близките членове на семейството си, убити от ръцете на американски пионери и войници. Баща му умира, защитавайки земите си по време на битката в Пойнт Плезънт през 1774 г., а последните му думи, насочени към по-големия син Чиксика, се превръщат в мисия и за двамата: „Никога не сключвай мир с американците“. През 1788 г. Чиксика е прострелян смъртоносно.

## Битка край река Уобаш
Текумзе взима участие в най-тежкото поражение, което индианците някога са нанасяли над американската армия. През 1790 г. съюзът между шоуни и маями убива над 600 американски войници, а стотици други са ранени в битката край р. Уобаш. Индианците дават едва 21 жертви.

## Цели на Текумзе
Текумзе се опитва да обедини всички коренни народи срещу инвазията на белите. Той казва, че всеки племенен вожд, който се е подписал върху договор, продаващ Охайо и Индиана на белите, заслужава „да му бъде отрязан палеца“. Текумзе успява да съюзи отдавна враждуващи племена – сенека, виандот, сауки и фокс, уинебаго, потауатоми, кикапу, оджибуей, отава, ленапе, маями. „Чувал съм безброй оратори, но никой с дарбата на Текумзе“, казва за него бял войник. През 1806 г. Текумзе и пророкът Тенскуатауа създават Профетстаун, който трябвало да стане столица на големия индиански съюз. Текумзе сравнявал този съюз с изграждането на мощен бент срещу прилива на бели. Ето какво казва най-големият враг на Текумзе, губернатор Уилям Хенри Харисън, който впоследствие става президент на САЩ: „Ако ги няма Съединените щати, то Текумзе би влязал в историята като основател на царство, което по блясък би могло да се мери с Мексико или Перу. Няма трудности, които могат да го отклонят от намеренията му. От четири години неуморно е в движение. Днес е в Убаш, утре край бреговете на Ери, Мичиган или Мисисипи.“

## Битката при Профетстаун / Типкан
Грандиозните му планове са унищожени от суетността и самонадценяването на неговия брат Тенскуатауа. Американската армия нахлува в отсъствието на Текумзе – Харисън издебва, когато вождът е на юг, за да набира съюзници. Неговият брат Тенскуатауа или Пророкът държи позициите в Профетстаун. Когато армията напада, той уверява събратята си, че благодарение на медицинта му куршумите на белите няма да ги ловят. С това вдъхва временно кураж на воините, но думите му се оказват лъжа и Харисън изпепелява селището им. След като се завръща, Текумзе установява с мъка, че репутацията на брат му е срината, а конфедерацията – силно отслабена.

## Интересни факти
Текумзе се бие на страната на британците по време на войната от 1812 г. – постигат съвместно немалко победи и воинът е отличен до бригаден командир в британската армия.
Някои сведения твърдят, че Текумзе има предчувствие за смъртта си. Неслучайно преди битката край р. Темз заменя британската униформа със своите обикновени кожени дрехи. Британците изоставят индианските си съюзници, а Текумзе е смъртоносно прострелян. Със смъртта на Текумзе си отива и последният реален шанс за индианците да отблъснат в дългосрочен план експанзията на американците.
Текумзе остава в историята със своето благородство. Никога докато той бил водач на съюза, не е позволил измъчването на пленници. Англичаните оказали големи почести на загиналия воин, включително и с това, че дали доживотна пенсия на овдовялата съпруга и оцелелите му роднини.

## Митове и легенди
Митовете за Текумзе са много – никой не знае със сигурност кой е неговият убиец, но много хора си приписват заслугата. Тъй като Текумзе не давал интервюта, не водил записки и не разказал пред никого историята си, мнозина се възползвали от това, за да попълнят неясните моменти от живота му. Една такава история гласи, че Текумзе е ухажвал едно бяло момиче, с което често четяли Библията и Шекспир, докато друга версия твърди, че прапрадядо му е бил губернатор на Южна Каролина.

## Проклятието на Текумзе
В 1811 г., когато Текумзе се отправил да събира нови воини за своята армия, войските на Харисън съумели да се приближат до селищата на племето Шони, където се завързало сражение, влязло в историята като „Битката при Типикану“. Племето било водено от Тенскватава Пророка. В резултат на ожесточената битка войските на Съединените щати били отблъснати, но отстъпвайки в порив на мъст те напълно разрушили индианското селище и окончателно разстроили силата и мощта на индианците.
Битката при Типикану решила изхода в делото за обединяване на коренните индиански племена в общ съюз и ознаменувала неговото разпадане. Генерал Харисън влязъл в историята под прозвището „Типикану“ и спечелил огромна популярност, но колко скъпо му се наложило впоследствие да плати за тази победа!
Именно с Уилям Харисън в 1840 г. започнал зловещият цикъл на президентската смърт, предсказана в злополучното индианско пророчество. Заболял от пневмония само месец след своята инагурация, той става първият президент на САЩ, който умрял по време на президентския си пост.
Седем президенти избрани на всеки 20 години от тази условна точка на броене (1840 г.) са умрели без да завършат срока на управление.
Ейбрахам Линкълн – 16-ият президент на САЩ. Избран е за президент през 1860 година и е убит през 1865 година.
Джеймс Гарфийлд – 20-ият президент на САЩ. Избран е за президент през 1880 година. Прострелян е на 2 юли и умира на 19 септември 1881 година.
Уилям Маккинли – 25-ият президент на САЩ. Избран е за втори мандат за президент през 1900 година и е убит през 1901 година.
Уорън Хардинг – 29-ият президент на САЩ. Избран е за президент през 1920 година. Умира внезапно на 2 август 1923 година в хотелската си стая при една от обиколките си из Америка.
Франклин Рузвелт – 32-рият президент на САЩ. Избран е през 1940 година за трети мандат. Умира на 12 април 1945 година от инфаркт в стола си по време на почивка в Уоръм Спрингс, докато пише писма.
Джон Кенеди – 35-ият президент на САЩ. Избран е за президент през 1960 година и е убит през 1963 година. Той е най-младият президент в историята на САЩ и е считан за икона на американския либерализъм. Джон Кенеди е последният президент, който умира преди края на мандата си.
Изключенията са две. Президентът Роналд Рейгън, който по щастлива случайност останал жив, въпреки че преживял опит за покушение и е бил ранен с 3 куршума. Джордж Буш-младши също остава жив. Имало е план на 11 септември да бъде взривен и самолет в Белия дом, освен в кулите близнаци и Пентагона. Планът се е провалил. Някои смятат този провал като признак, че силата на проклятието е изчезнала.

## Мъдрости и девизи
Вождът Текумзе, освен зловещото си проклятие, ни е оставил и завет, чиито мъдрост, сила и красота остават непреходни:
„Живей живота си така, че страхът от смъртта нивга да не прониква в сърцето ти. Не притеснявай никого относно неговата вяра, уважавай вижданията на другите и настоявай и те да уважават твоите. Обичай живота си, прави го по-добър и смислен, разкрасявай всичко, що видиш в него.“
„Търси, за да направиш живота си дълъг. Търси, за да откриеш неговия смисъл в благото на своя народ.“
„Подготви красива предсмъртна песен за деня, когато настъпи Великата Раздяла. Винаги изричай дума или поздравявай, когато срещаш или подминаваш приятел. Дори на странника в тихите, самотни места. Отдавай почит на всеки и не свеждай глава пред никому.“
„Щом станеш сутрин, благодари за храната и за радостта от живота. Ако не виждаш причина да благодариш, грешката е единствено и само в теб самия.“
„Не хвърляй обида върху нищо и никому. Сквернословието превръща мъдрите в глупци, то отнема от видението на твоя дух.“
„Когато настъпи сетният ти час, не бъди като онези, чиито сърца са изпълнени със страх от смъртта, ронещи сълзи и молещи се за още мъничко отсрочка, за да изживеят наново живота си. Изпей предсмъртната си песен и умри като воин, прибиращ се у дома.“

## В киното
През 1972 година в Германия е заснет „Текумзе“ с Гойко Митич в главната роля.